# Corrupção na Líbia
Corrupção na Líbia é considerada um problema grave. Em 2023, a Transparência Internacional classificou a Líbia na 170ª posição entre 180 países em seu Índice de Percepção da Corrupção, destacando os significativos desafios do país nesse campo. Com uma pontuação de 18 em 100, o alto nível de corrupção percebida na Líbia prejudicou severamente a confiança pública e agravou a instabilidade do país. Sendo uma nação fortemente dependente da receita do petróleo, a Líbia enfrenta complexidades adicionais, lidando com a corrupção ligada à má gestão de seus recursos financeiros cruciais.

## Casos de corrupção
A corrupção na Líbia atinge os mais altos escalões do poder, conforme detalhado em uma série de relatórios intitulados "O Boom Cleptocrático da Líbia", publicados por The Sentry. Esses relatórios revelaram uma corrupção extensiva e atividades criminosas facilitadas pela liderança política líbia, incluindo tráfico de pessoas, contrabando de combustível, narcóticos, lavagem de dinheiro e o desvio de fundos públicos. O grau de impunidade é claramente evidenciado pelo suborno generalizado envolvendo funcionários públicos. Por exemplo, quando a SNC-Lavalin foi acusada de subornar autoridades líbias em 2015, foi revelado que a empresa praticava essa conduta de 2001 a 2011. Foram feitos pagamentos que somaram quase US$ 48 milhões a funcionários públicos líbios em troca de contratos de construção.
Um dos escândalos mais recentes, reportado em 2024, envolveu o departamento de saúde da Líbia. O Procurador-Geral líbio ordenou a prisão do responsável financeiro da Autoridade de Fornecimento Médico por desvio de cerca de 307 milhões de dólares. O montante desviado fazia parte do orçamento destinado à gestão dos aspectos financeiros relacionados a licitações públicas e limitadas, bem como a contratos para diversos suprimentos médicos.

### Corrupção na Corporação Nacional de Petróleo
De particular importância é a corrupção e o descaso perpetuados em instituições essenciais como a Corporação Nacional de Petróleo (NOC). Esta empresa estatal, responsável por uma parte significativa da receita da Líbia, tem sido assolada por má gestão e corrupção. A corrupção política, por exemplo, prejudica gravemente a lucratividade da organização. Sendo uma propriedade do Estado, há nomeações, promoções e decisões administrativas tomadas por motivos puramente políticos. A pressão do governo para redirecionar fundos também contribui para a redução da eficiência e da rentabilidade.
A corrupção administrativa também assombra a NOC. Em 2019, os Escritórios de Auditoria da Líbia acusaram o presidente da NOC, Mustafa Sanalla, de corrupção e práticas sem transparência devido à ausência de divulgação financeira. Essas práticas levaram a irregularidades legais, perda de oportunidades de investimento e à deserção do conselho de administração da empresa. Sanalla também esteve envolvido em escândalos de corrupção anteriores, como o caso da entrega atrasada de um veículo blindado por uma empresa americana.

## Impacto
Após Muammar Gaddafi chegar ao poder em 1969, o governo líbio centralizou suas instituições em Trípoli, incluindo a Corporação Nacional de Petróleo (NOC). Esse desenvolvimento, que persiste até hoje, destaca o impacto da corrupção na Líbia, pois a concentração de poder criou um desequilíbrio na alocação de recursos e receitas, levando ao abandono de outras regiões, inclusive áreas produtoras de petróleo. Como as decisões que distribuem a riqueza favorecem as elites e o governo central, a riqueza do petróleo está sendo gasta sem benefícios equitativos para as regiões marginalizadas. A gravidade da corrupção e da má gestão governamental levou à deterioração crítica da infraestrutura e dos serviços públicos, agravando a crise humanitária em curso na Líbia. Autoridades públicas confirmaram isso. Segundo o Procurador-Geral Al-Siddiq Al-Sour, por exemplo, a corrupção generalizada criou uma enorme disparidade na distribuição de renda entre o povo líbio.
Diante da pressão internacional, há tentativas por parte do governo líbio de combater a corrupção, como a aprovação de leis contra a corrupção e contra a lavagem de dinheiro. Também foram estabelecidos mecanismos de fiscalização para instituições e para a colaboração entre agências no combate aos crimes. No entanto, a falta de aplicação desses marcos legais continua sendo um desafio. Além disso, a cultura de impunidade agrava ainda mais o problema. Desde a revolução de 2011, o governo tem enfrentado a ausência de autoridades judiciais e de aplicação da lei eficazes, o que permite que aqueles envolvidos em corrupção e outros crimes relacionados atuem sem medo de serem responsabilizados.
A Líbia também está envolvida em um conflito contínuo, à medida que grupos armados e milícias continuam a se proliferar. Estes frequentemente cometem crimes e alguns chegam a controlar recursos estatais. A presença desses grupos contribui para o ambiente volátil e o enfraquecimento das instituições líbias, dificultando a capacidade do Estado de combater a corrupção. Isso é demonstrado, por exemplo, na parceria da Líbia com o Escritório das Nações Unidas sobre Drogas e Crime (UNODC), que visa prevenir e combater a corrupção. A iniciativa enfrentou obstáculos significativos devido ao risco representado por esses grupos armados.